# Arctotis debensis
Arctotis debensis là một loài thực vật có hoa trong họ Cúc. Loài này được R.J.Mckenzie mô tả khoa học đầu tiên năm 2006.